# Cruel Summer (Fernsehserie)
Cruel Summer ist eine US-amerikanische Fernsehserie von Bert V. Royal.

## Handlung

### Staffel 1: Jeanette und Kate
Die erste Staffel spielt zwischen 1993 und 1995 in der fiktiven Stadt Skylin, Texas, und folgt zwei Teenager-Mädchen: Jeanette Turner und Kate Wallis. Die süße, sozial unbeholfene Jeanette blüht auf, nachdem die schöne, beliebte Kate spurlos verschwindet, wobei Jeanette sogar so weit geht, verschiedene Aspekte von Kates Leben zu übernehmen. Mehr als ein Jahr später wird Jeanette landesweit verachtet, nachdem Kate lebend gerettet wird und Jeanette beschuldigt, Zeuge ihrer Entführung gewesen zu sein, dies aber nicht gemeldet zu haben. In einem Rechtsstreit müssen die Familien und Freunde herausfinden, wer die Wahrheit sagt, doch Jeanette und Kate haben möglicherweise etwas zu verbergen.

### Staffel 2: Megan, Isabella und Luke
Die zweite Staffel spielt zwischen 1999 und 2000 in der fiktiven Stadt Chatham, Washington, und folgt drei Teenager-Freunden: Megan, Isabella und Luke. Megan, eine aufstrebende Programmiererin, und ihre Familie nehmen Isabella, eine Austauschschülerin, für ein Jahr bei sich zu Hause auf. Zwischen Megan und Isabella entwickelt sich eine Freundschaft, die sich verkompliziert, als beide eine romantische Beziehung zu Luke, dem besten Freund aus Megans Kindheit, eingehen. Innerhalb weniger Monate geraten die Dinge aus den Fugen, als ein durchgesickertes Sexvideo Megan und Isabella zu Hauptverdächtigen in Lukes Mordfall macht.

## Besetzung und Figuren

### Hauptbesetzung (Staffel 1)
- Kate Wallis, ein beliebtes Mädchen, das spurlos verschwindet
- Jeanette Turner, ein streberhaftes Mädchen, das nach Kates Verschwinden ihr Leben übernimmt. Aurelia trug während des 1995er Teils der ersten Staffel eine zerzauste Kurzhaarperücke.
- Jamie Henson, Kates und später Jeanettes Freund
- Mallory Higgins, eine von Jeanettes besten Freundinnen vor ihrer neu gewonnenen Popularität und später Kates beste Freundin
- Angela Prescott, eine Barbesitzerin und Gregs neue Freundin
- Martin Harris, der neue stellvertretende Rektor der Skylin High School, der Kate gefangen hält
- Vince Fuller, einer von Jeanettes besten Freunden vor ihrer neu gewonnenen Popularität
- Ben Hallowell, Jamies bester Freund
- Greg Turner, Jeanettes und Dereks Vater, Cindys Ex-Ehemann und Angelas Freund

### Hauptbesetzung (Staffel 2)
- Megan Landry, eine intelligente Highschool-Schülerin und Programmiererin, die nach der Highschool an der Universität von Washington Informatik studieren möchte
- Isabella LaRue, eine Austauschschülerin, die ein Jahr lang bei der Familie Landry lebt
- Luke Chambers, Megans bester Freund, der aus einer bekannten Familie stammt
- Parker Tanaka, eine Freundin von Megan und Luke
- Sheriff Myer, der Sheriff von Chatham, Washington
- Debbie Landry, Megans alleinerziehende Mutter

## Ausstrahlung
Die Serie feierte ihre Premiere auf Freeform am 20. April 2021. In Deutschland kam die erste Staffel am 6. August 2021 auf Prime Video raus. Im Juni 2021 wurde die Serie für eine zweite Staffel verlängert, die auf dem ATX Television Festival am 2. Juni 2023 ihre Premiere feierte, bevor sie am 5. Juni 2023 auf Freeform ausgestrahlt wurde. Die zweite Staffel erschien in Deutschland am 11. August 2023.
Nach der zweiten Staffel wurde die Serie abgesetzt.

## Besetzung
| Figur           | Schauspieler         | Deutscher Synchronsprecher |
| --------------- | -------------------- | -------------------------- |
| Kate Wallis     | Olivia Holt          | Laura Oettel               |
| Jeanette Turner | Chiara Aurelia       | Derya Flechtner            |
| Jamie Henson    | Froy Gutierrez       | Jonas Frenz                |
| Mallory Higgins | Harley Quinn Smith   | Victoria Frenz             |
| Greg Turner     | Michael Landes       | Jaron Löwenberg            |
| Joy Wallis      | Andrea Anders        | Antje von der Ahe          |
| Rod Wallis      | Benjamin J. Cain Jr. | Armin Schlagweim           |
| Martin Harris   | Blake Lee            | Fabian Kluckert            |
| Vince Fuller    | Allius Barnes        | Heiko Akrap                |
| Derek Turner    | Barrett Carnahan     | Fabian Oscar Wien          |
| Tim Sommer      | Connor Wong          | Oliver Szerkus             |
| Debbie          | KaDee Strickland     | Nurcan Özdemir             |

## Episodenliste

### Staffel 1
| Nr. (ges.) | Nr. (St.) | Deutscher Titel                             | Originaltitel                   | Erstausstrahlung USA | Deutschsprachige Erstausstrahlung (D/A/CH) | Regie               | Drehbuch        |
| ---------- | --------- | ------------------------------------------- | ------------------------------- | -------------------- | ------------------------------------------ | ------------------- | --------------- |
| 1          | 1         | Happy Birthday, Jeanette Turner             | Happy Birthday, Jeanette Turner | 20. Apr. 2021        | 6. Aug. 2021                               | Max Winkler         | Bert V. Royal   |
| 2          | 2         | Eine umwerfend gute Zeit                    | A Smashing Good Time            | 20. Apr. 2021        | 6. Aug. 2021                               | Bill Purple         | Bert V. Royal   |
| 3          | 3         | Es beginnt mit einem großen Knall           | Off with a Bang                 | 27. Apr. 2021        | 6. Aug. 2021                               | Kellie Cyrus        | Bert V. Royal   |
| 4          | 4         | Wer nicht jagt, kriegt nichts zu essen      | You Don’t Hunt, You Don’t Eat   | 4. Mai 2021          | 6. Aug. 2021                               | Laura Nisbet-Peters | Imogen Binnie   |
| 5          | 5         | Wie von den Schausteller-Göttern vorgesehen | As the Carny Gods Intended      | 11. Mai 2021         | 6. Aug. 2021                               | Daniel Willis       | Tia Napolitano  |
| 6          | 6         | Ein Ozean in mir                            | An Ocean Inside Me              | 18. Mai 2021         | 6. Aug. 2021                               | Kellie Cyrus        | Brian Otaño     |
| 7          | 7         | Happy Birthday, Kate Wallis                 | Happy Birthday, Kate Wallis     | 25. Mai 2021         | 6. Aug. 2021                               | Alexis Ostrander    | Savannah Ward   |
| 8          | 8         | Der Beweis                                  | Proof                           | 1. Juni 2021         | 6. Aug. 2021                               | Daniel Willis       | Addison McQuigg |
| 9          | 9         | Mein eigenes kleines Geheimnis              | A Secret of My Own              | 8. Juni 2021         | 6. Aug. 2021                               | Alexis Ostrander    | Matt Antonelli  |
| 10         | 10        | Gegnerische Zeugin                          | Hostile Witness                 | 15. Juni 2021        | 6. Aug. 2021                               | Bill Purple         | Bert V. Royal   |

### Staffel 2
| Nr. (ges.) | Nr. (St.) | Deutscher Titel                     | Originaltitel                     | Erstausstrahlung USA | Deutschsprachige Erstausstrahlung (D/A/CH) | Regie               | Drehbuch                        |
| ---------- | --------- | ----------------------------------- | --------------------------------- | -------------------- | ------------------------------------------ | ------------------- | ------------------------------- |
| 11         | 1         | Willkommen in Chatham               | Welcome to Chatham                | 5. Juni 2023         | 11. Aug. 2023                              | Bill Purple         | Elle Triedman & Tia Napolitano  |
| 12         | 2         | Durch dick und dünn                 | Ride or Die                       | 5. Juni 2023         | 11. Aug. 2023                              | Laura Nisbet-Peters | Matt Morgan                     |
| 13         | 3         | Blutige Knöchel                     | Bloody Knuckles                   | 12. Juni 2023        | 11. Aug. 2023                              | Bill Purple         | Heather F. Robb                 |
| 14         | 4         | Undichte Stellen                    | Springing a Leak                  | 19. Juni 2023        | 11. Aug. 2023                              | Ben Hernandez Bray  | Elle Triedman                   |
| 15         | 5         | Weihnachtsüberraschung              | All I Want for Christmas          | 26. Juni 2023        | 11. Aug. 2023                              | Hiromi Kamata       | Heather Thomason                |
| 16         | 6         | Anbaden                             | The Plunge                        | 3. Juli 2023         | 11. Aug. 2023                              | Laura Nisbet-Peters | Jason Sack                      |
| 17         | 7         | Das Ende der Welt                   | It’s the End of the World         | 10. Juli 2023        | 11. Aug. 2023                              | Bill Purple         | Matt Morgan & Elle Triedman     |
| 18         | 8         | Beichte deine Sünden                | Confess Your Sins                 | 17. Juli 2023        | 11. Aug. 2023                              | Ben Hernandez Bray  | Heather Thomason & Diana Glogau |
| 19         | 9         | Die Fehlerziehung von Luke Chambers | The Miseducation of Luke Chambers | 24. Juli 2023        | 11. Aug. 2023                              | Laura Nisbet-Peters | Elle Triedman                   |
| 20         | 10        | Endgame                             | Endgame                           | 31. Juli 2023        | 11. Aug. 2023                              | Bill Purple         | Elle Triedman                   |